# Ouvrage du Haut-Poirier

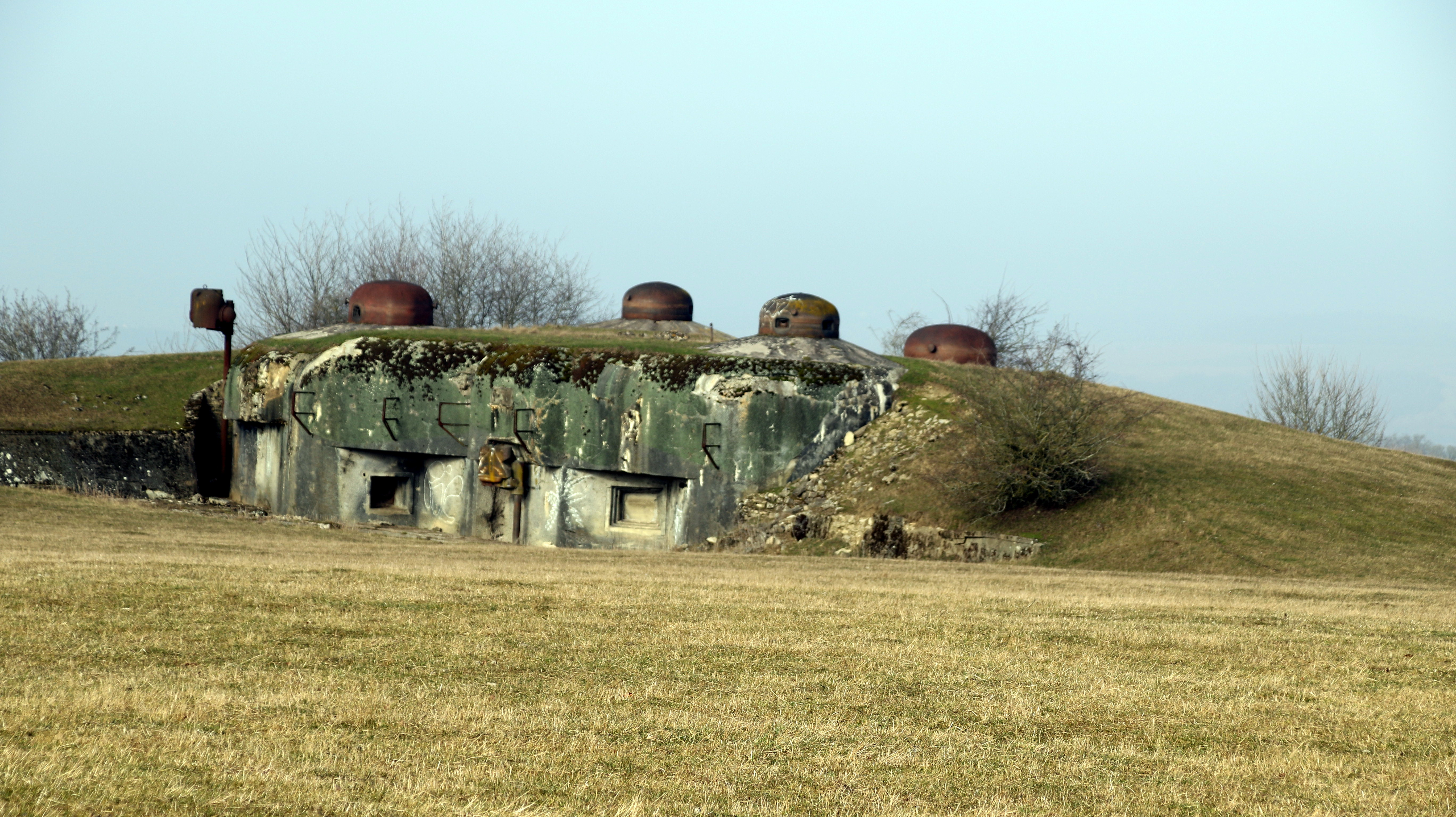
Bloc 1 du Haut-Poirier

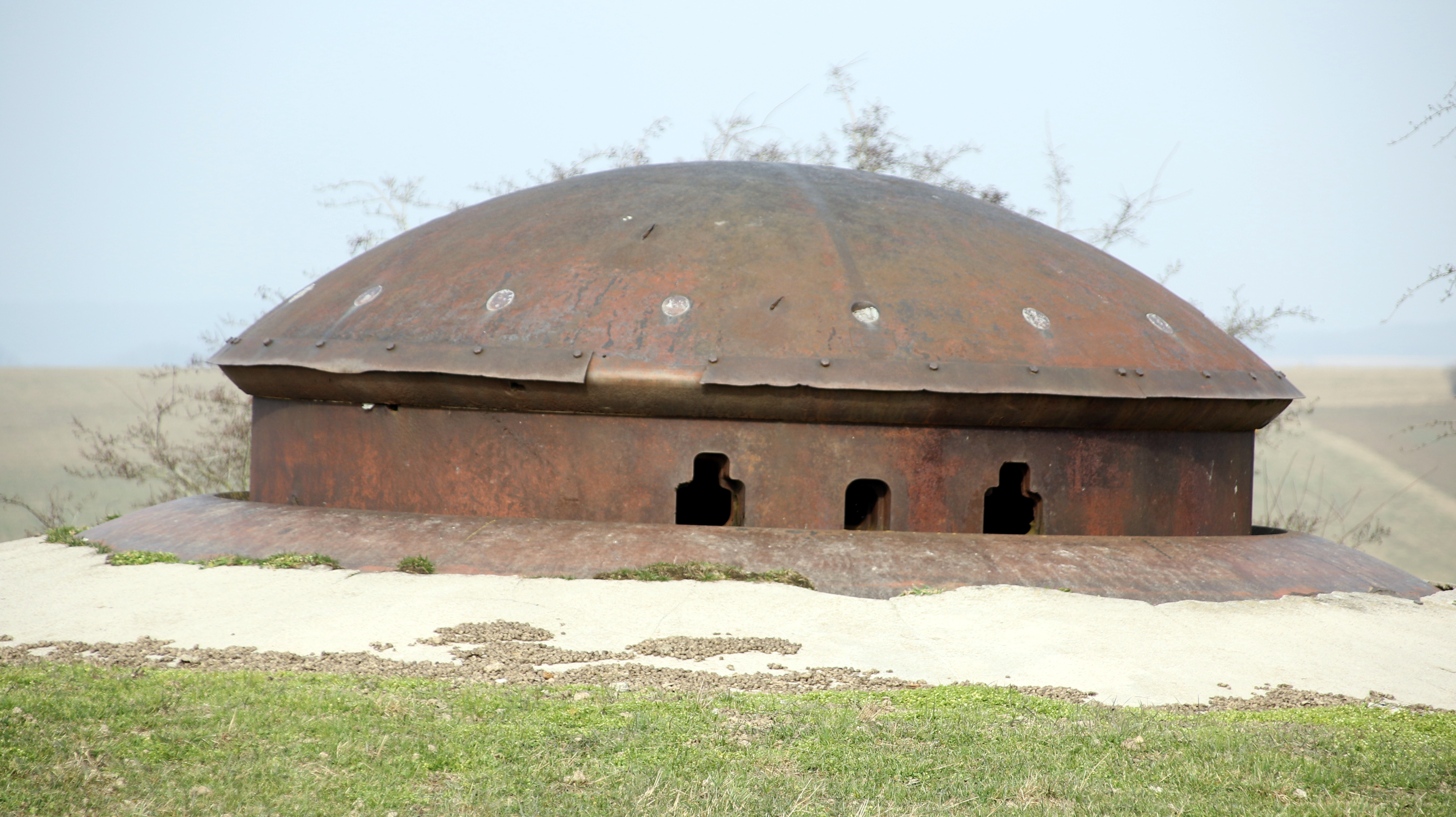
Bloc 2 du Haut-Poirier

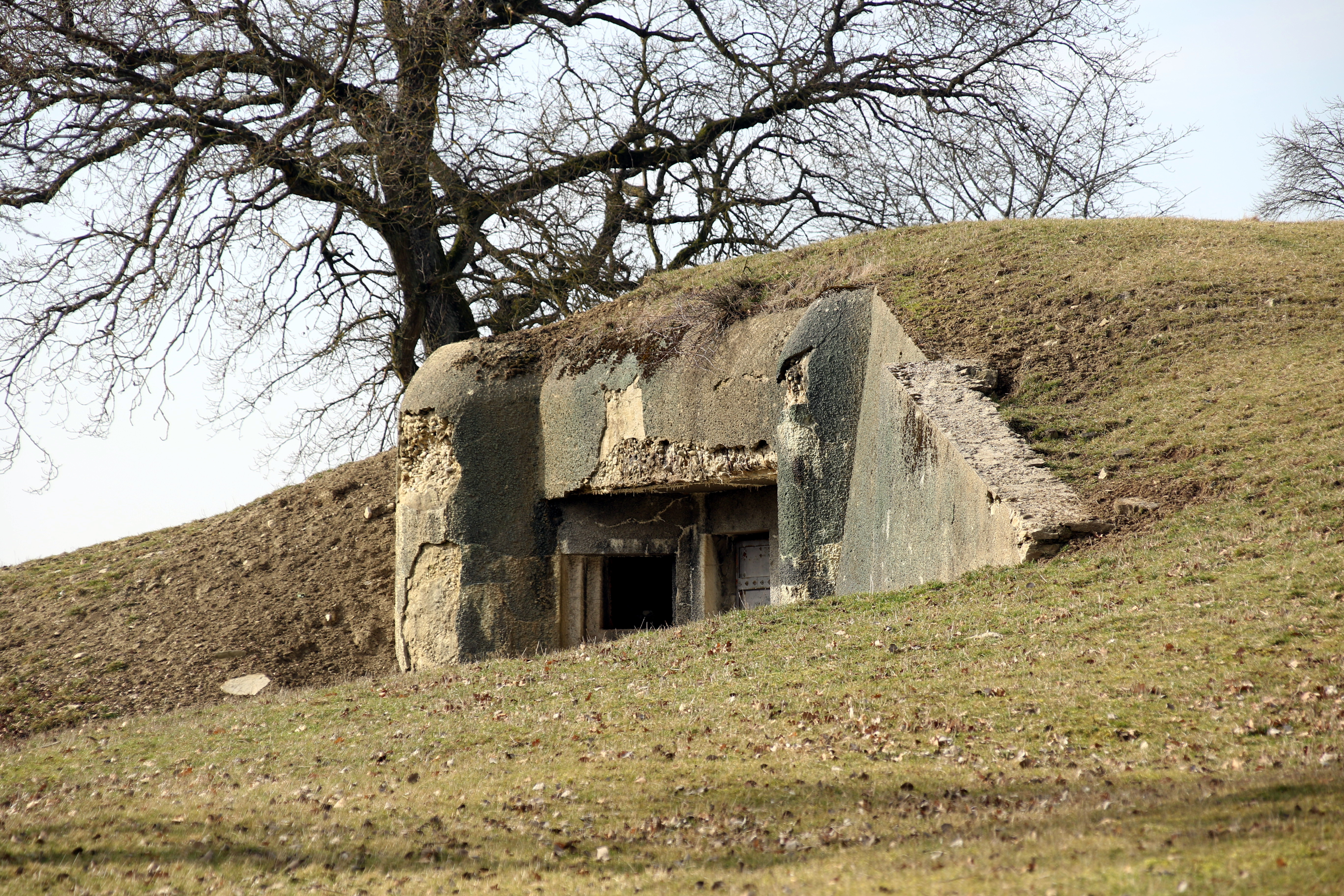
Bloc 4 du Haut-Poirier

L'ouvrage du Haut-Poirier est un ouvrage fortifié de la ligne Maginot, situé sur la commune d'Achen, dans le département de la Moselle.
C'est un petit ouvrage d'infanterie, comptant quatre blocs. Construit à partir de 1934, il a été abimé par les combats de juin 1940.

## Position sur la ligne
Faisant partie du sous-secteur de Kalhausen à l'extrémité orientale du secteur fortifié de la Sarre, l'ouvrage du Haut-Poirier, portant l'indicatif O 220, est intégré à la « ligne principale de résistance » entre les casemates CORF d'intervalle du Grand-Bois à l'ouest et du Nord-Ouest d'Achen à l'est, hors de portée des canons des gros ouvrages d'artillerie.
L'ouvrage est installé sur la cote 340, dominant tous les environs.

## Description
L'ouvrage est composé en surface de trois blocs de combat et d'un bloc d'entrée, avec en souterrain des magasins à munitions, des PC, des stocks d'eau, de gazole et de nourriture, des installations de ventilation et de filtrage de l'air, une usine électrique et une caserne, le tout relié par une galerie profondément enterrée. L'énergie est fournie par deux groupes électrogènes (un seul suffisait en régime normal), composés chacun d'un moteur Diesel SMIM 3 SR 19 (fournissant une puissance de 75 ch à 600 tr/min) couplé à un alternateur, complétés par un petit groupe auxiliaire (un moteur CLM 1 PJ 65, de 8 ch à 1 000 tr/min) servant à l'éclairage d'urgence de l'usine et au démarrage pneumatique des gros moteurs. Le refroidissement des moteurs se fait par circulation d'eau.
Ouvrage d'infanterie de type « nouveaux fronts », les projets de second cycle prévoyaient quatre blocs de combat supplémentaires (deux tourelles de 75 mm, une de 135 mm et une casemate pour trois 75 mm) et deux entrées.
Tout comme le petit ouvrage de Lembach, le Haut-Poirier bénéficie d'une entrée de type réduit dont l'accès se fait par un égout visitable.
Le bloc 1 est une casemate d'infanterie flanquant vers l'est. Elle est armée avec un créneau pour arme mixte (remplacé par un jumelage de mitrailleuses), deux cloches d'arme mixte et une cloche GFM B (guetteur fusil-mitrailleur, servant d'observatoire avec un périscope, indicatif O 84).
Le bloc 2 est un bloc-tourelle d'infanterie, avec une tourelle pour deux armes mixtes et une cloche GFM.
Le bloc 3 sert à la fois d'entrée et de casemate d'infanterie flanquant vers l'est. Elle est armée avec un créneau mixte pour JM/AC 47 (jumelage de mitrailleuses et canon antichar de 47 mm), un autre créneau pour jumelage de mitrailleuses, un créneau pour arme mixte (remplacé par un JM) tirant vers l'arrière, une cloche d'arme mixte et deux cloches GFM B (dont une sert d'observatoire avec un périscope, indicatif O 83).
Le bloc 4 sert d'entrée réduite (et d'issue de secours), armée avec trois créneaux pour FM.

## Histoire
Les travaux de construction s'étalent de 1934 à 1938.
Le vendredi 21 juin 1940, les Allemands qui viennent de percer à travers le secteur de la Sarre attaquent le Haut-Poirier par le sud, soit par l'arrière de l'ouvrage. Dépourvu d'armement d'infanterie tirant vers l'arrière, comme de tout soutien d'artillerie, le bloc 3 est percé, en provoquant la mort de trois soldats.
Le commandement se résout à la reddition, juste avant l'armistice du 22 juin 1940.
L'ouvrage est réparé dans les années 1950-1955 et est entretenu jusqu'en 1970.

## L'ouvrage aujourd'hui
L'Ouvrage est fermé et est administré par l'AMEPA (Association pour la Mémoire et le Patrimoine de ACHEN). Cependant, elle appartient à la ville d'Achen.
Son extérieur peut être visité toute l'année, mais l'intérieur ne peut être visité que sur demande.